# Dòlar de les illes Caiman
El dòlar de les illes Caiman (en anglès Cayman Islands dollar o, simplement, dollar) és la moneda oficial del territori britànic de les illes Caiman. Normalment s'abreuja $, o CI$ per diferenciar-lo del dòlar dels Estats Units i d'altres tipus de dòlars. El codi ISO 4217 és KYD. Se subdivideix en 100 cents.
Tradicionalment, les illes Caiman utilitzaven la moneda de Jamaica. Primer hi va circular la lliura jamaicana i, des del 1969, el dòlar jamaicà. L'1 de maig del 1972, però, es va crear una unitat monetària pròpia per a les illes Caiman. La moneda jamaicana i la de les illes Caiman van tenir valor legal conjuntament fins al 31 d'agost d'aquell any, en què el dòlar jamaicà va deixar de tenir-ne.
Emès per l'Autoritat Monetària de les Illes Caiman (Cayman Islands Monetary Authority), en circulen monedes d'1, 5, 10 i 25 cents, i bitllets d'1, 5, 10, 25, 50 i 100 dòlars; abans també en circulaven bitllets de 40 dòlars.
Segons les taxes de canvi actuals, és una de les unitats monetàries de valor més alt del món.

## Taxes de canvi
- 1 EUR = 1,0052 KYD; 1 KYD = 0,9948 EUR (3 d'abril del 2006)
- 1 USD = 0,8281 KYD; 1 KYD = 1,2075 USD (3 d'abril del 2006)

El dòlar de les illes Caiman té un canvi fix respecte al dòlar dels Estats Units i un valor gairebé equivalent al de l'euro.